# جوانا كالفوناو بايلاليف
جوانا كالفوناو بايلاليف (بالإسبانية: Juana Calfunao Paillaléf)‏ (المعروفة أيضًا باسم جوانا كالفونجو أو جوانا كالفوناو) هي واحدة من أصحاب القرار الرئيسيين أو الرؤساء في المجتمع المحلي لمابوتشي في جنوب وسط تشيلي.جوانا هي رئيسة مجتمع خوان بايالاليف، في كونكو بإقليم أراوكانيا.
تُعتبر كالفوناو بايلاليف قائدةً كبير في كفاح شعوب مابوتشي لتأكيد سيادتها، ومقاومة عنف الدولة والشركات، وإدانة استخراج الموارد الطبيعية من أراضي أجدادهم.
كالفوناو بايلاليف هي ابنة أمبروسيو كالفوناو، الذي تُوفي عندما كانت هي وإخوانها وأخواتها أطفالًا، ولونكو مرسيدس بايلاليف. كانت والدتها أيضًا قائدة مجتمعية، سُجنت في عهد الديكتاتورية العسكرية التشيلية لمدة عامين في سجن تيموكو.
أسّست كالفوناو بايلاليف منظمة غير حكومية تشيلية تحت اسم اللجنة الأخلاقية لمناهضة التعذيب. وفي نوفمبر / تشرين الثاني 2006، حكمت عليها الدولة الشيلية بـ 150 يومًا من السجن، بسبب احتجاجها على البناء غير القانوني لطريق خاص عبر أرض مابوتشي. انتهى بها الأمر إلى قضاء أربع سنوات ونصف في السجن. كما تعرض أفراد آخرون من أسرتها للاضطهاد أو السجن. أرسلت ابنتها ريلموتراي إلى سويسرا وهي في سن التاسعة، حيث تقدمت بطلب للجوء وعاشت مع عمتها راين كالفوناو بايلاليف، بين عامي 2006 و2011.
وفي أكتوبر / تشرين الأول 2015 ، زارت كالفوناو بيا الفيف الولايات المتحدة وشهدت أمام منظمة الدول الأمريكية (OAS)، حيث أقامت دعوى قضائية ضد الحكومة التشيلية لأشكال مختلفة من العنف المرتكبة ضد شعب مابوتشي، بما في ذلك الاستيلاء على أراضي السكان الأصليين وسوء معاملة نساء وأطفال مابوتشي.